# Almenêches
Almenêches és un municipi francès situat al departament de l'Orne i a la regió de Normandia. L'any 2007 tenia 696 habitants.

## Demografia

### Població
El 2007 la població de fet d'Almenêches era de 696 persones. Hi havia 291 famílies de les quals 77 eren unipersonals (36 homes vivint sols i 41 dones vivint soles), 109 parelles sense fills, 93 parelles amb fills i 12 famílies monoparentals amb fills.
La població ha evolucionat segons el següent gràfic:
Habitants censats

### Habitatges
El 2007 hi havia 344 habitatges, 294 eren l'habitatge principal de la família, 36 eren segones residències i 14 estaven desocupats. 327 eren cases i 12 eren apartaments. Dels 294 habitatges principals, 194 estaven ocupats pels seus propietaris, 92 estaven llogats i ocupats pels llogaters i 7 estaven cedits a títol gratuït; 4 tenien una cambra, 13 en tenien dues, 62 en tenien tres, 90 en tenien quatre i 125 en tenien cinc o més. 204 habitatges disposaven pel capbaix d'una plaça de pàrquing. A 135 habitatges hi havia un automòbil i a 119 n'hi havia dos o més.

### Piràmide de població
La piràmide de població per edats i sexe el 2009 era:
| Homes | Edats   | Dones |
| ----- | ------- | ----- |
| 0     | 95 o +  | 0     |
| 0     | 90 a 94 | 8     |
| 0     | 85 a 89 | 8     |
| 4     | 80 a 84 | 12    |
| 8     | 75 a 79 | 16    |
| 8     | 70 a 74 | 24    |
| 20    | 65 a 69 | 20    |
| 20    | 60 a 64 | 20    |
| 16    | 55 a 59 | 8     |
| 28    | 50 a 54 | 28    |
| 24    | 45 a 49 | 28    |
| 24    | 40 a 44 | 20    |
| 36    | 35 a 39 | 16    |
| 20    | 30 a 34 | 16    |
| 0     | 25 a 29 | 24    |
| 12    | 20 a 24 | 20    |
| 12    | 15 a 19 | 12    |
| 44    | 10 a 14 | 4     |
| 12    | 5 a 9   | 24    |
| 16    | 0 a 4   | 20    |

## Economia
El 2007 la població en edat de treballar era de 439 persones, 324 eren actives i 115 eren inactives. De les 324 persones actives 272 estaven ocupades (150 homes i 122 dones) i 52 estaven aturades (22 homes i 30 dones). De les 115 persones inactives 41 estaven jubilades, 32 estaven estudiant i 42 estaven classificades com a «altres inactius».

### Ingressos
El 2009 a Almenêches hi havia 318 unitats fiscals que integraven 733,5 persones, la mediana anual d'ingressos fiscals per persona era de 14.821 €.

### Activitats econòmiques
Dels 36 establiments que hi havia el 2007, 1 era d'una empresa extractiva, 2 d'empreses alimentàries, 1 d'una empresa de fabricació d'altres productes industrials, 3 d'empreses de construcció, 9 d'empreses de comerç i reparació d'automòbils, 2 d'empreses de transport, 2 d'empreses d'hostatgeria i restauració, 1 d'una empresa d'informació i comunicació, 2 d'empreses financeres, 5 d'empreses de serveis, 6 d'entitats de l'administració pública i 2 d'empreses classificades com a «altres activitats de serveis».
Dels 3 establiments de servei als particulars que hi havia el 2009, 1 era una fusteria, 1 electricista i 1 perruqueria.
Dels 5 establiments comercials que hi havia el 2009, 1 era una botiga de més de 120 m², 2 fleques, 1 una fleca i 1 una joieria.
L'any 2000 a Almenêches hi havia 23 explotacions agrícoles que ocupaven un total de 1.200 hectàrees.

## Equipaments sanitaris i escolars
El 2009 hi havia una escola elemental integrada dins d'un grup escolar amb les comunes properes formant una escola dispersa.

## Poblacions més properes
El següent diagrama mostra les poblacions més properes.